# Магомедов, Магомед Рамазанович
Магомед Рамазанович Магомедов (16 мая 2000) — российский тхэквондист, призёр чемпионата России.

## Биография
Тренировался в УОР № 1 Краснознаменска. Далее выступал за УОР № 1 Одинцово. 19 октября 2019 года в Казани на чемпионате России завоевал бронзовую медаль.

## Достижения
- Чемпионат России по тхэквондо 2019 — ;